# Withoutabox
Withoutaboxは自主制作映画支援ビジネスを展開するウェブサイトである。David Straus、Joe NeulightとCharles Neulightの3人によって2000年1月に設立された。同社の最初のプロダクトは国際映画祭の応募システムだった。Withoutaboxは世界中の映画祭と映画製作者と協同している。2008年1月にAmazon.com子会社のIMDbによって買収された。
The Withoutaboxのウェブサイトは映画製作者に対し5大陸の3000以上の映画祭を検索できるほか、サンダンス映画祭やトロント国際映画祭を含む世界中の850以上もの映画祭に自身の作品を応募できるプラットフォームを提供している。
映画祭は伝統的なDVD郵送での審査に代わり、webでの応募を要求しオンラインで応募を管理することが可能である。これは映画祭がWithoutabox のプラットフォームにいる40万以上の映画製作者に対して自身のイベントを売り込むことができるようになり、彼らから応募料をオンラインで受け取れるようになるほか、自動的にイベントへの応募承認を通知できる。他にもIMDbを通じてのストリーミング配信や 「CreateSpace」を通じてのAmazonでのDVD販売やビデオオンデマンド配信などのサービスがある。

## 論争
Withoutaboxは2008年にAmazon子会社のIMDBに買収されて以降批判を集めるようになる。一部の映画製作者と映画祭は同社を過大な料金や、非競争的慣行、時代遅れの技術などで非難した。

## パートナー (一部)
- サンダンス映画祭
- スラムダンス映画祭
- カンヌ国際映画祭
- International Film Awards Berlin
- トロント国際映画祭
- アメリカン・フィルム・インスティチュート
- Los Angeles Film Festival
- Mill Valley Film Festival
- Seattle International Film Festival
- Detroit Windsor International Film Festival
- Canadian Short Screenplay Competition
- Arizona International Film Festival
- Adelaide International Film Festival